# Roman Lysko
Roman Lysko, in ucraino Роман Лиско? (Oblast' di Leopoli, 14 agosto 1914 – Leopoli, 14 ottobre 1949), è stato un presbitero ucraino della Chiesa greco-cattolica ucraina, vittima della persecuzione dei cristiani in URSS. Papa Giovanni Paolo II lo dichiarò martire e lo proclamò beato nel 2001.

## Biografia
Studiò teologia all'Accademia teologica di Leopoli, si sposa e poi, assieme alla moglie, si dedica con passione all'educazione dei giovani. Il 28 agosto 1941 ordinato sacerdote dal metropolita Andrej Szeptycki. Il 9 settembre 1949 viene arrestato dagli organi del NKVD e rinchiuso nella prigione di Leopoli. Viene murato vivo nella parete del carcere. Il 10 ottobre 1941 muore a 35 anni. Lascia la moglie e due figli.
Beatificato il 27 giugno 2001, durante la visita di papa Giovanni Paolo II in Ucraina, assieme ad altri 24 greco-cattolici.

## Fonti
- (EN) Biographies of twenty five Greek-Catholic Servants of God, su The Holy See.